# Fascio ionico
Un fascio ionico è un fascio focalizzato di particelle cariche, più precisamente di ioni, generate mediante una sorgente ionica.

## Storia
La storia dei fasci ionici comincia con la ricerca sulla radiazione alfa da parte di Ernest Rutherford nel 1911. La sorgente ionica in Rutherford consisteva in un radiopreparato, la cui radiazione alfa per la dispersione di Rutherford era focalizzata con l'aiuto di una schermatura di piombo.
Già nel 1928 furono accelerati artificialmente i primi ioni con un acceleratore munito di un tubo di propagazione. Negli anni seguenti il generatore Cockroft-Walton e altri acceleratori lineari furono utilizzati per la generazione di fasci ionici, finché nel 1932 si riuscì a ottenere la prima reazione nucleare artificiale. Nel corso degli anni 1930 fu portata a maturazione l'ottica degli elettroni e quindi anche il principio dell'ottica degli ioni: con l'aiuto di campi magnetici è possibile focalizzare un fascio ionico in modo simile a un fascio luminoso e così trasportarlo senza espansione del fascio.
Grazie ai risultati ottenuti durante la Seconda guerra mondiale nel campo della generazione delle microonde, si giunse in seguito a un fulmineo perfezionamento degli acceleratori a campo variabile. Poco dopo la Seconda guerra mondiale fu scoperto il principio della focalizzazione forte: con l'aiuto della focalizzazione forte è possibile restringere un fascio ionico su lunghe distanze in un piccolo spazio. Con l'aiuto della focalizzazione, inoltre, il fascio ionico può far passare ripetutamente un campo magnetico variabile in accelerazione in un acceleratore circolare ed essere in tal modo accelerato ad alte energie.

## Generazione

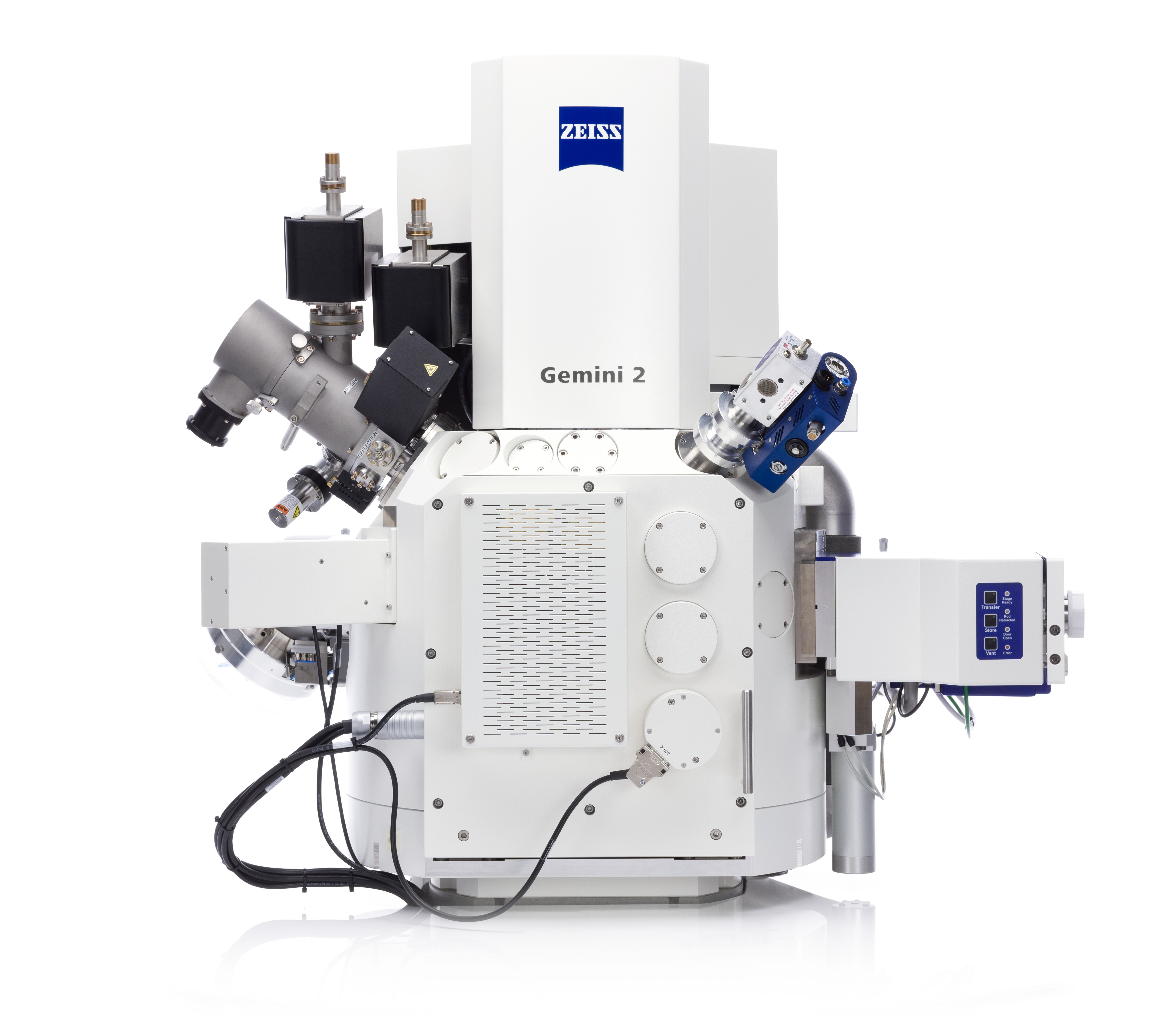
Carl Zeiss Crossbeam 550

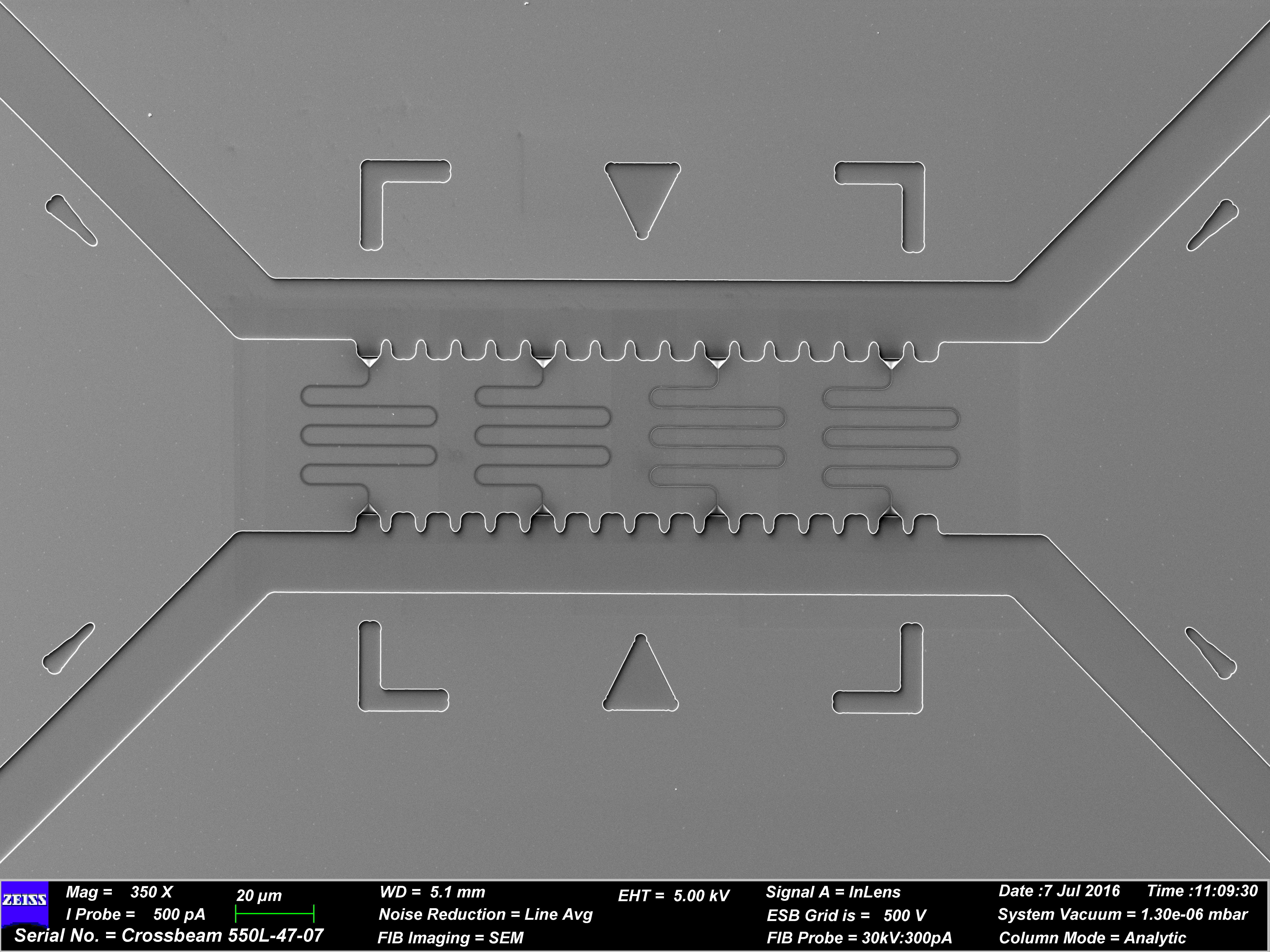

I fasci ionici oggi sono generati con l'ausilio di sorgenti ioniche specializzate, nelle quali il tipo di sorgente dipende dai requisiti di energia, di stato di carica, di corrente totale o a impulsi e di specie ionica, che sono imposti al fascio ionico. Le sorgenti ioniche hanno in comune il fatto che il fascio ionico è generato nel vuoto. Per questo atomi neutri vengono prima ionizzati con l'ausilio di diverse tecniche e poi estratti. Nella sorgente ionica si trova anche il primo livello di accelerazione, che con l'aiuto di un campo elettrico fissa una direzione principale di movimento per gli ioni. Solo dopo questo passo si può parlare di fascio ionico.
Per alcune applicazioni è sufficiente l'energia di uscita di una sorgente ionica e il fascio ionico può essere utilizzato direttamente. Altri campi di applicazione, specialmente la fisica nucleare e la fisica delle particelle, richiedono energie più elevate, per le quali gli ioni devono essere successivamente accelerati in un acceleratore di particelle.

## Applicazione nella ricerca
Nella ricerca i fasci ionici sono utilizzati similmente ai raggi elettronici nella fisica delle particelle, nella fisica nucleare e nella fisica atomica. Spesso oltre alla sorgente ionica viene impiegato un acceleratore di particelle, per portare gli ioni all'energia necessaria allo scopo del loro utilizzo.

## Applicazione industriale
Nell'industria i fasci ionici a più bassa energia trovano applicazione in campo energetico fino ad alcuni megaelettronvolt soprattutto per l'impiantazione ionica, ad es. nella fabbricazione dei dispositivi a semiconduttore. I fasci ionici a più alta energia sono utilizzati per la generazione di radioisotopi e neutroni per la medicina e l'analisi dei materiali. I fasci ionici sono impiegati anche per l'analisi isotopica: nella spettrometria di massa con acceleratore viene generato un fascio ionico da un materiale di composizione isotopica sconosciuta. Poi le differenze nelle proprietà ottiche degli ioni dei diversi isotopi sono utilizzate per la determinazione della composizione isotopica e quindi dell'età o dell'origine dei materiali. Nella navigazione spaziale vengono impiegati propulsori a fasci ionici.